# Diklorotris(trifenilfosfin)rutenij(II)
Diklorotris(trifenilfosfin)rutenij(II) je koordinacijski kompleks. Pojavlja se v obliki temno rjavih kristalov, topen pa je v organskih topilih, kot sta na primer benzen in toluen. Uporablja se kot predhodnik (prekurzor) za sintezo drugih kompleksov, vključni s takimi, ki se uporabljajo kot homogeni katalizatorji.

## Sinteza in osnovne lastnosti
RuCl2(PPh3)3 je produkt reakcije med rutenijevim trikloridom trihidratom ter raztopino trifenilfosfina v metanolu.
2 RuCl3(H2O)3  +  7 PPh3  →  2 RuCl2(PPh3)3   +  2 HCl  + 5 H2O  +  1 OPPh3
Koordinacijsko sfero RuCl2(PPh3)3 si lahko predstavljamo kot petkotno ali oktahedralno. Eno izmed koordinacijskih strani zasedajo vodikovi atomi fenilnih skupin. Te Ru--H agostične interakcije so dolge (2,59 Å) ter šibke. Nizka simetričnost kompleksa se izraža tudi v variirajoči dolžini Ru-P vezi: 2,374, 2,412 ter 2,230 Å. Obe Ru-Cl vezi merita 2,387 Å.

## Reakcije
Ob presežku trifenilfosfina lahko RuCl2(PPh3)3 nase veže še četrti fosfin, pri čemer nastane črn RuCl2(PPh3)4. Trifenilfosfinski ligandi v obeh kompleksih (tris(fosfin)kem in tetrakis(fosfin)kem) so šibki ter zlahka nadomestljivi z drugimi ligandi. Tetrakis(fosfin)ski kompleks je na primer znan predhodnik Grubbsovega katalizatorja.
Diklorotris(trifenilfosfin)rutenij(II) reagira z ogljikovim monoksidom, produkt reakcija pa je trans izomer dikloro(dikarbonil)bis(trifenilfosfin)rutenij(II).
RuCl2(PPh3)3  +  2 CO   →   trans,trans,trans-RuCl2(CO)2(PPh3)2  +  PPh3
Ta kinetični produkt med rekristalizacijo izomezira v cis izomer . Ob dodatku dppe se RuCl2(PPh3)3 pretvori v trans-RuCl2(dppe)2.
RuCl2(PPh3)3  +  2 dppe   →   RuCl2(dppe)2  +  3 PPh3
RuCl2(PPh3)3 v prisotnosti amina katalizira razpad mravljične kisline v ogljikov dioksid in vodikov plin. Ker je v industriji ogljikov dioksid mogoče ujeti  ter hidrogenirati, se mravljična kislina lahko uporabi kot potencialni hrambeni medij za le-tega. 

## Uporaba v organski sintezi
RuCl2(PPh3)3 pospeši oksidacije, redukcije, ciklizacije, navzkrižna spajanja. Uporablja se v Kharascevi adiciji klorokarbenov k alkenom.
Diklorotris(trifenilfosfin)rutenij(II) je uporaben kot pred-katalist v hidrogenacijah alkenov, nitro spojin, ketonov, karboksilnih kislin ter iminov.  Hkrati v prisotnosti t-butilhidroperoksida katalizira oksidacijo alkanov v terciarne alkohole, amide v terciarne butildioksiamide in terciarne amine v α-(t-butildioksiamide). Ob uporabi drugih peroksidov, kisika in acetona je s tem katalistom možno alkohole oksidirati v aldehide oziroma ketone. Z diklorotris(trifenilfosfin)rutenijem(II) je prav tako možna N-alkilacija aminov z alkoholi.